# 我妻悠香
我妻 悠香（あがつま はるか、1994年12月18日 - ）は、埼玉県川口市出身の女子ソフトボール選手（捕手）。ビックカメラ高崎ビークイーン所属。ソフトボール日本代表。2021年開催の東京オリンピック金メダリスト。

## 経歴
友達に誘われたのがきっかけで11歳からソフトボールを始めた。2010年、星野高等学校1年生でインターハイ優勝を経験。高校卒業後、2013年に日本リーグの強豪ルネサスエレクトロニクス高崎に入団。同年、世界ジュニア選手権メンバーに選ばれ金メダルを獲得した。
ルネサスエレクトロニクス高崎では北京オリンピック金メダリストの峰幸代が正捕手を務めていたが、峰が現役を退いた2015年以降は出場機会が増えた。2015年には打率.414を記録してベストナイン（捕手）を受賞した。日本リーグ時代は6回のリーグ優勝を経験した。
2022年にJDリーグが開幕すると、初年度はチームの優勝に加え、ベストナイン（捕手）の個人タイトルも受賞した。
日本代表では、2016年・2018年・2022年・2023/24年の世界選手権/ワールドカップメンバーに選出されている。2021年に開催された東京オリンピックでは正捕手として上野由岐子や後藤希友などとバッテリーを組み、日本代表の金メダル獲得に貢献した。
2023年のシーズン終了をもって現役引退。2024年、ビックカメラ高崎ビークイーンのコーチに就任。2025年、現役復帰。

## 選手としての特徴
経験に裏打ちされた的確なリードと強肩に定評がある。宇津木麗華が監督を務める日本代表チームでは多くの試合で先発出場している。ビックカメラ高崎ビークイーンや日本代表において、長年にわたり上野由岐子とバッテリーを組んでいる。

## 人物・エピソード
小学6年生でソフトボールを始めた時から捕手一筋。ルネサスエレクトロニクス高崎入団時には北京オリンピックの優勝バッテリーでもある上野由岐子と峰幸代が先輩におり、最初は峰の捕球・送球・声出しなどのすべてを参考にして学んだ。
ニックネームは『ガッツ』。肩幅が日本一であることを自負している。
東京オリンピック日本代表として金メダルを獲得した功績をたたえ、2021年12月16日、JR東浦和駅前に記念のゴールドポスト（第32号）が設置された（ゴールドポストプロジェクト）。

## 詳細情報

### 日本リーグ個人表彰
- 2015年 - ベストナイン賞（捕手）

### JDリーグ個人表彰
- 2022年 - [東]ベストナイン（捕手）

### 背番号
- 21（2013 - 2014）
- 2（2015 - 2016）
- 10（2017 - 2019）
- 2（2020 - 2022）
- 31（2023）
- 21（2025 - ）

## 受章歴
- 紫綬褒章（2021年）[8]